# Pyu (kwomtari-baibai jezik)
Pyu jezik (ISO 639-3: pby), papuanski jezik nekadašnje porodice Kwomtari-Baibai, danas dio šire porodice arai-kwomtari, jedini član skupine pyu. Govori ga oko stotinu ljudi (1978 SIL) na rijeci October River u selu označenom kao Biake No. 2, u blizini granice s Irian Jayom. Laycock (1973) spominje i sela Peliapu i Yibu, i još neka nepoznata
Nije isto što i Piu iz provincije Morobe na rijeci Watut.

## Vanjske poveznice
- Ethnologue (14th)
- Ethnologue (15th)